# Bernard Lesaing
 (août 2011).
Bernard Lesaing, né le 13 août 1953, est un photographe français. 

## Biographie
Bernard Lesaing vit et travaille entre Aix-en-Provence et Reillanne.
Photographe-reporter, auteur de nombreux ouvrages et publications, Bernard Lesaing réalise des projets d’auteur et des commandes pour l’édition, la recherche et le domaine institutionnel. Ses photographies figurent dans de nombreuses collections publiques et privées : Musée d'art moderne de la ville de Paris, Musée Nicéphore-Niépce, Bibliothèque nationale, Rencontres Internationales de la Photographie d’Arles, Musée Stella Matutina (Île de la Réunion), Université de Moncton (Canada), Université Claude Bernard Lyon 1.
Après ses premiers travaux en tant que reporter indépendant (le conflit d’Irlande du Nord -1977 ; le Cirque Bidon – 1981 ; la Batellerie -1986…), Bernard Lesaing devient cofondateur d’un des tout premiers groupements de photographes, BKL avec la photographie (1989-1994), et coréalise au début des années 1990 un projet sur les changements sociaux et urbains à l'Île de la Réunion intitulé « Trwa kartié, entre mythologies et pratiques », dans le cadre d’un projet devenu commande publique. 
De 1998 à 2004, il anime des programmes de création avec Transverscité, association de chercheurs en sciences sociales à Marseille. 
S’interrogeant sur les usages sociaux de la photographie, il réalise, de 2001 à 2004, dans la commune de Port-Saint-Louis-du-Rhône, le projet « Histoires de Voir, Histoires de Vies » où il conjugue, dans l’approche monographique d’un territoire, regard photographique et recueil de paroles, en collaboration avec des documentaristes-son. Ce travail est à l’origine de la collection « Patrimoine, Images et Paroles » qu’il coordonne, et qui a pour objectif de créer un outil de connaissance et de médiation des territoires et de leurs habitants.
Depuis 2005, il dirige l’association Images et Recherche basée à Aix-en-Provence. Depuis 2022, il anime des stages argentiques dans l'atelier basé à Reillanne.

En 2008, « Visages et Paysages tchèques » marque un tournant dans le travail photographique de Bernard Lesaing : si cette création mêle toujours l’approche documentaire et poétique, fruit d’intenses rencontres avec les créateurs tchèques, elle engage une démarche plus personnelle, entreprise quelques années plus tôt dans « Les Théâtres de Munich » (1994). 

Attentif aux enjeux de société liés à l’agriculture, il travaille de 2010 à 2012 à une nouvelle création intitulée « Terres et Paysages en Pays d’Aix », puis de 2012 à 2015 dans le pays lyonnais avec " Terres et Paysages dans les Monts et Coteaux du Lyonnais", autour des activités agricoles de ces territoires.
Qu’il s’agisse de projets d’auteur, d’enquêtes menées avec le CNRS ou l’Université, ses reportages, réalisés en immersion sur des longues périodes, le conduisent aussi bien à parcourir l’Europe, la Méditerranée que l’Océan Indien. 
Ses photographies qui explorent des milieux singuliers comme la batellerie, les dockers, les périphéries urbaines d'aujourd'hui, le cirque ou les traditions taurines, s’inscrivent dans une approche ethno-poétique. Aussi, chacune de ses créations s’intègre dans un projet associant production artistique et diffusion (expositions, créations audiovisuelles, édition d’ouvrages).
En 1975 et 1976, jeune photographe âgé de 23 ans, il s'est rendu à Belfast et à London-Derry pour témoigner du conflit en cours en Irlande du Nord. En 2019 et 2020, 45 ans après ces premiers reportages, il y retourne pour documenter, cette fois, l’Irlande du Nord d’aujourd’hui, plus de vingt ans après les accords de paix de 1998. Ce corpus photographique est accompagné du témoignage de 21 personnes impliquées dans la vie sociale et artistique de cette petite nation et de la contribution d'universitaires. 

## Liste des sujets
- Académie d’Aix – Musée Arbaud (2015-2016)
- Alexandrie, portraits et paysages – Égypte (2005)
- Au Château Noir, atelier d’un peintre – Aix-en-Provence (1988)
- Bastides et Jardin, le paysage patrimoine en Pays d’Aix (1992-1993)
- Chroniques aixoises (1973-1993)
- Djanet, une oasis saharienne en Pays Touareg - Algérie (2005)
- Encagnane - San Sisto, deux quartiers populaires d’Aix-en-Provence et Pérouse (1997-1999)
- Frais-Vallon, un focus sur un quartier Nord de Marseille (2001)
- L’action humanitaire – République centrafricaine (1995)
- L’émergence des arts de rue, les saltimbanques à Aix-en-Provence (1973-1975)
- L’émigration réunionnaise en métropole, entre conflits et paradoxes (1995/98-2005)
- L’Estaque : pratiques et représentations des paysages (2005)
- L’évocation de l’artiste Philip Arp à Munich – Allemagne (1988)
- L’île d’Ischia - Italie (1990-1992)
- L’île de la Réunion, entre mythologies et pratiques (1990-1994)
- L’Opéra de Nice – Côte d’Azur (1985)
- La batellerie et le transport fluvial (1984-1986)
- La guerre civile – Irlande du Nord (1975-2020)
- La ville émergente : mutation urbaine à Plan de Campagne (1999-2000)
- Le Cirque Bidon acte I – Italie / France (1979-1980)
- Le Cirque Bidon acte II – Italie / France (1996)
- Le Raï à Marseille - Provence (2005)
- Les Balètis - Aix, Provence et Alpes du sud (2012-2014)
- Les carnets de Port-Saint-Louis-du-Rhône (2000-2004)
- Les dockers du Port de Marseille (1982-1984)
- Les Théâtres de Munich - Allemagne (1991-1993)
- Mémoire des travailleurs de Caronte, Port-de-Bouc et Martigues (2003)
- Musique dans la rue - Aix-en-Provence (1978-1979)
- Noir e[s]t lumière, dans les coulisses de l’école taurine d’Arles (2006-2009)
- Portraits et itinéraires d’artistes d’Alger – Marseille (2005)
- Provence – Andalousie, portraits croisés de deux villes jumelées – Fontvieille, Beas de Segura (2008-2010)
- Terres & Paysages en Pays d’Aix (2010-2012)
- Terres & Paysages, Monts et coteaux du Lyonnais (2013-2015)
- Une Terre de Bouvine, la course camarguaise (2003-2006)
- Visages et paysages du Luxembourg – Luxembourg (2009-2010)
- Visages et paysages tchèques – République tchèque (2006-2008)

Une liste détaillée du fonds photographique de Bernard Lesaing est disponible sur son site.